# André Taeckens
André Taeckens (Torhout, 20 juni 1909 - Sijsele, 15 juli 1965) was een Belgisch beeldhouwer.

## Levensloop
André Taeckens volgde lager onderwijs in de Sint-Aloïsiusschool in Torhout. Vanaf zijn dertiende ging hij in de leer bij steenhouwer Aleyn. Van 1926 tot 1929 volgde hij avondlessen aan de Roeselaarse Academie. In 1930-1931 deed hij zijn legerdienst in Brugge en volgde in die tijd les bij Alfons De Wispelaere. In 1932-33 volgde hij boetseerlessen aan de Kunstacademie in Gent bij Geo Verbanck. Hij werd beeldhouwer en ontwerper van medailles. 
Zijn voorkeur ging naar figuren, torso's, borstbeelden en portretten. Hij werkte vooral met brons, marmer en steen. Van 1942 tot 1946 was hij leraar aan de Academie van Roeselare. 
Hij was getrouwd met Paula Van Bossele en ze hadden twee zoons.
Hij was ook leraar aan de Academie in Roeselare, van 1942 tot 1946. Hij bleef actief als beeldhouwer tot hij in 1962 door de ziekte van Parkinson werd getroffen. Bij zijn overlijden hield gedeputeerde Jozef Storme de lijkrede.
Zijn laatste werk was het maken van een kopie van de Madonna van Michelangelo. Deze kopie werd als geschenk aangeboden aan koning Boudewijn en koningin Fabiola bij hun Blijde Intrede in Brugge. Het beeld wordt bewaard in het koninklijk paleis in Brugge.

## Werk

### Beeldhouwwerk
- Basreliëf (Campus Tant, voorgevel, Roeselare, 1955)
- Vissersmonument (Heist, 1964)
- Beeld van smekende vrouw, familiegraf Logghe-Schotte, kerkhof Torhout
- Biddende figuur, graf van Gabrielle Fiems, kerkhof Torhout
- Beeldje 'Kind met vis'
- Koeienkop, Slachthuis Kortrijk, 1957
- Twee leeuwen, Astridpark, Kortrijk
- Beeld 'De eerste stap', Magdalenapark, Kortrijk, 1955

### Medailles
- Bronzen Portretmedaillon Geo Verbanck, 1947
- Medaille Veurne, Jubileum Handelskamer, 1951
- Medaille Richard Pycke Fonds, 1953
- Medaille Karel Van Wijnendaele, 1954,
- Medaille provincie West-Vlaanderen, 1957
- Medaille gemeente Kuurne, 1961

## Prijzen
- Grote Prijs voor Beeldhouwkunst 1937-38
- Prijs Beeldhouwkunst West-Vlaanderen 1958
- onderscheiding op medailletentoonstelling in Stockholm
- prijs Thorlet van de Franse Academie op het Salon d'Art Libre in Parijs